# Kazuya Kaneda
Kazuya Kaneda (ur. 5 listopada 1987 w Tokio) – japoński pływak, mistrz świata.
Specjalizuje się w pływaniu stylem motylkowym. Złoty medalista mistrzostw świata na krótkim basenie w Stambule w 2012 roku na dystansie 200 m stylem motylkowym.
Uczestnik igrzysk olimpijskich w Londynie w 2012 roku, gdzie w swojej koronnej konkurencji zajął 10. miejsce.